# Adguri
Adguri (en népalais : अडगुरी) est un comité de développement villageois du Népal situé dans le district d'Arghakhanchi. Au recensement de 2011, il comptait 3 871 habitants.